# Departamento de Rosario de la Frontera
Departamento de Rosario de la Frontera är en kommun i Argentina.   Den ligger i provinsen Salta, i den norra delen av landet, 1 100 km nordväst om huvudstaden Buenos Aires. Antalet invånare är 24 819.
I omgivningarna runt Departamento de Rosario de la Frontera växer i huvudsak lövfällande lövskog. Runt Departamento de Rosario de la Frontera är det mycket glesbefolkat, med 5 invånare per kvadratkilometer.